# Giải đua ô tô Công thức 1 Hoa Kỳ 2024
Giải đua ô tô Công thức 1 Hoa Kỳ 2024 (tên chính thức là Formula 1 Pirelli United States Grand Prix 2024) là một chặng đua Công thức 1 dự kiến được tổ chức vào ngày 20 tháng 10 năm 2024 tại Trường đua Americas ở Austin, Texas, Hoa Kỳ. Đây là chặng đua thứ 19 của Giải đua xe Công thức 1 2024.
Max Verstappen của Red Bull Racing giành vị trí pole tại vòng phân hạng chặng đua nước rút (tiếng Anh: sprint qualifying), qua đó giành được vị trí pole thứ chín tại một chặng đua nước rút trong sự nghiệp của mình. Anh giành chiến thắng chặng đua nước rút trước Carlos Sainz Jr. của Ferrari và Lando Norris của McLaren.

## Bối cảnh
Giải đua ô tô Công thức 1 Hoa Kỳ 2024 đang được tổ chức tại Trường đua Americas ở Austin, Texas, Hoa Kỳ, vào cuối tuần từ ngày 18 đến ngày 20 tháng 10. Giải đua ô tô Công thức 1 Hoa Kỳ 2024 là chặng đua thứ 19 của Giải đua xe Công thức 1 2024. Bên cạnh đó, đây là lần thứ 45 Giải đua ô tô Công thức 1 Hoa Kỳ được tổ chức với tư cách là một chặng đua Công thức 1. Đây là chặng đua thứ tư trong số sáu chặng đua trong mùa giải thể thức chặng đua nước rút được áp dụng và cũng là lần thứ hai Giải đua ô tô Công thức 1 Hoa Kỳ áp dụng thể thức này.

### Bảng xếp hạng trước chặng đua
Max Verstappen dẫn đầu bảng xếp hạng tay đua với 331 điểm, cách Lando Norris (279 điểm) ở vị trí thứ hai với 52 điểm và Charles Leclerc (245 điểm) ở vị trí thứ ba với 86 điểm. McLaren (516 điểm) dẫn đầu bảng xếp hạng đội đua trước Red Bull Racing (475 điểm) ở vị trí thứ hai và Ferrari (441 điểm) ở vị trí thứ ba.

### Danh sách các tay đua và đội đua
Danh sách các tay đua và đội đua y hệt với danh sách các tay đua và đội đua tham gia mùa giải ngoại trừ Franco Colapinto, người thay thế Logan Sargeant tại Williams từ Giải đua ô tô Công thức 1 Ý trở đi, và Liam Lawson, người thay thế Daniel Ricciardo tại RB trong phần còn lại của mùa giải.

### Lựa chọn lốp xe
Nhà cung cấp lốp xe duy nhất Pirelli đã mang đến các hợp chất lốp xe C2, C3 và C4 (ba loại trung bình nhất trong phạm vi của Pirelli), được chỉ định lần lượt là cứng, trung bình và mềm để các đội sử dụng tại chặng đua.

### Thay đổi đường đua
Khu vực DRS dẫn đến khúc cua thứ 12 đã được rút ngắn 95 m.

## Buổi đua thử
Một buổi đua thử duy nhất được tổ chức. Buổi đua thử duy nhất diễn ra vào ngày 18 tháng 9 năm 2024 vào lúc 12:30 giờ địa phương (UTC−5). Carlos Sainz Jr. của Ferrari là tay đua dẫn đầu với thời gian là 1:33,602 phút, trước đồng đội Charles Leclerc ở vị trí thứ hai và Max Verstappen của Red Bull Racing ở vị trí thứ ba.

## Vòng phân hạng chặng đua nước rút
Vòng phân hạng chặng đua nước rút được tổ chức vào ngày 19 tháng 9 năm 2024, lúc 16:30 giờ địa phương (UTC−5), gồm ba phần và các vị trí xuất phát cho chặng đua nước rút được xác định. Sau khi phần đầu tiên (SQ1) kết thúc, Charles Leclerc của Ferrari đứng đầu với thời gian 1:33,647 phút. Cùng với đó, Oscar Piastri của McLaren, Esteban Ocon của Alpine, Alexander Albon của Williams và hai tay đua Kick Sauber bị loại. Thời gian của Piastri giúp anh đủ điều kiện tham gia SQ2, thế nhưng, thời gian đó bị xóa do vi phạm ranh giới đường đua.
Phần thứ hai (SQ2) kéo dài 10 phút. Mười tay đua nhanh nhất của phần này đi tiếp vào phần thứ ba (SQ3) và cuối cùng của vòng phân hạng chặng đua nước rút. Carlos Sainz Jr. của Ferrari là người đứng đầu với thời gian 1:33,274 phút. Các tay đua bị loại gồm Sergio Pérez của Red Bull Racing, Pierre Gasly của Alpine, hai tay đua Aston Martin và Liam Lawson của RB. Fernando Alonso, Lance Stroll và Liam Lawson đã không lập được thời gian vòng đua của họ vì thời gian đó bị xóa do vi phạm ranh giới đường đua.
Phần thứ ba (SQ3) kéo dài 8 phút, trong đó mười vị trí xuất phát đầu tiên được xác định sẵn cho chặng đua nước rút. Max Verstappen của Red Bull Racing là người giành vị trí pole với thời gian 1:32,833 phút, trước George Russell của Mercedes và Leclerc. Đây là lần thứ chín anh làm được điều này trong sự nghiệp của mình.

### Kết quả vòng phân hạng chặng đua nước rút
| Vị trí                   | Số xe | Tay đua          | Đội đua                      | SQ1      | SQ2                 | SQ3      | Vị trí xuất phát |
| ------------------------ | ----- | ---------------- | ---------------------------- | -------- | ------------------- | -------- | ---------------- |
| 1                        | 1     | Max Verstappen   | Red Bull Racing-Honda RBPT   | 1:33,908 | 1:33,290            | 1:32,833 | 1                |
| 2                        | 63    | George Russell   | Mercedes                     | 1:34,125 | 1:33,544            | 1:32,845 | 2                |
| 3                        | 16    | Charles Leclerc  | Ferrari                      | 1:33,647 | 1:33,392            | 1:33,059 | 3                |
| 4                        | 4     | Lando Norris     | McLaren-Mercedes             | 1:33,919 | 1:33,566            | 1:33,083 | 4                |
| 5                        | 55    | Carlos Sainz Jr. | Ferrari                      | 1:34,109 | 1:33,274            | 1:33,089 | 5                |
| 6                        | 27    | Nico Hülkenberg  | Haas-Ferrari                 | 1:34,825 | 1:33,994            | 1:33,183 | 6                |
| 7                        | 44    | Lewis Hamilton   | Mercedes                     | 1:33,840 | 1:33,370            | 1:33,378 | 7                |
| 8                        | 20    | Kevin Magnussen  | Haas-Ferrari                 | 1:34,403 | 1:33,788            | 1:33,398 | 8                |
| 9                        | 22    | Tsunoda Yūki     | RB-Honda RBPT                | 1:34,646 | 1:34,052            | 1:33,802 | 9                |
| 10                       | 43    | Franco Colapinto | Williams-Mercedes            | 1:34,606 | 1:33,952            | 1:34,406 | 10               |
| 11                       | 11    | Sergio Pérez     | Red Bull Racing-Honda RBPT   | 1:34,333 | 1:34,244            | –        | 11               |
| 12                       | 10    | Pierre Gasly     | Alpine-Renault               | 1:34,865 | 1:34,363            | –        | 12               |
| 13                       | 18    | Lance Stroll     | Aston Martin Aramco-Mercedes | 1:34,324 | Không lập thời gian | –        | 13               |
| 14                       | 14    | Fernando Alonso  | Aston Martin Aramco-Mercedes | 1:34,436 | Không lập thời gian | –        | 14               |
| 15                       | 30    | Liam Lawson      | RB-Honda RBPT                | 1:34,617 | Không lập thời gian | –        | 15               |
| 16                       | 81    | Oscar Piastri    | McLaren-Mercedes             | 1:34,881 | –                   | –        | 16               |
| 17                       | 31    | Esteban Ocon     | Alpine-Renault               | 1:34,917 | –                   | –        | 17               |
| 18                       | 23    | Alexander Albon  | Williams-Mercedes            | 1:35,054 | –                   | –        | Làn pit1         |
| 19                       | 77    | Valtteri Bottas  | Kick Sauber-Ferrari          | 1:35,148 | –                   | –        | 18               |
| 20                       | 24    | Chu Quán Vũ      | Kick Sauber-Ferrari          | 1:36,472 | –                   | –        | 19               |
| Thời gian 107%: 1:40,202 |       |                  |                              |          |                     |          |                  |

Ghi chú:
- ^1  – Alexander Albon kết thúc vòng phân hạng chặng đua nước rút ở vị trí thứ 18 nhưng được yêu cầu xuất phát chặng đua nước rút từ làn pit vì chiếc xe của anh được sửa đổi trong điều kiện parc fermé.

## Chặng đua nước rút
Chặng đua nước rút được tổ chức vào ngày 19 tháng 9 năm 2024 vào lúc 13:00 giờ địa phương (UTC−5) với 19 vòng đua.

### Kết quả chặng đua nước rút
| Vị trí                                                                                             | Số xe | Tay đua          | Đội đua                      | Số vòng | Thời gian/ Bỏ cuộc | Vị trí xuất phát | Số điểm |
| -------------------------------------------------------------------------------------------------- | ----- | ---------------- | ---------------------------- | ------- | ------------------ | ---------------- | ------- |
| 1                                                                                                  | 1     | Max Verstappen   | Red Bull Racing-Honda RBPT   | 19      | 31:06,146          | 1                | 8       |
| 2                                                                                                  | 55    | Carlos Sainz Jr. | Ferrari                      | 19      | + 3,882            | 5                | 7       |
| 3                                                                                                  | 4     | Lando Norris     | McLaren-Mercedes             | 19      | + 6,240            | 4                | 6       |
| 4                                                                                                  | 16    | Charles Leclerc  | Ferrari                      | 19      | + 6,956            | 3                | 5       |
| 5                                                                                                  | 63    | George Russell   | Mercedes                     | 19      | + 15,766           | 2                | 4       |
| 6                                                                                                  | 44    | Lewis Hamilton   | Mercedes                     | 19      | + 18,724           | 7                | 3       |
| 7                                                                                                  | 20    | Kevin Magnussen  | Haas-Ferrari                 | 19      | + 25,161           | 8                | 2       |
| 8                                                                                                  | 27    | Nico Hülkenberg  | Haas-Ferrari                 | 19      | + 26,588           | 6                | 1       |
| 9                                                                                                  | 11    | Sergio Pérez     | Red Bull Racing-Honda RBPT   | 19      | + 29,950           | 11               |         |
| 10                                                                                                 | 81    | Oscar Piastri    | McLaren-Mercedes             | 19      | + 37,0591          | 16               |         |
| 11                                                                                                 | 22    | Tsunoda Yūki     | RB-Honda RBPT                | 19      | + 38,363           | 9                |         |
| 12                                                                                                 | 43    | Franco Colapinto | Williams-Mercedes            | 19      | + 39,460           | 10               |         |
| 13                                                                                                 | 18    | Lance Stroll     | Aston Martin Aramco-Mercedes | 19      | + 41,236           | 13               |         |
| 14                                                                                                 | 10    | Pierre Gasly     | Alpine-Renault               | 19      | + 41,995           | 12               |         |
| 15                                                                                                 | 31    | Esteban Ocon     | Alpine-Renault               | 19      | + 42,804           | 17               |         |
| 16                                                                                                 | 30    | Liam Lawson      | RB-Honda RBPT                | 19      | + 44,008           | 15               |         |
| 17                                                                                                 | 23    | Alexander Albon  | Williams-Mercedes            | 19      | + 44,564           | Làn pit          |         |
| 18                                                                                                 | 14    | Fernando Alonso  | Aston Martin Aramco-Mercedes | 19      | + 46,807           | 14               |         |
| 19                                                                                                 | 24    | Chu Quán Vũ      | Kick Sauber-Ferrari          | 19      | + 52,842           | 19               |         |
| 20                                                                                                 | 77    | Valtteri Bottas  | Kick Sauber-Ferrari          | 19      | + 54,476           | 18               |         |
| Vòng đua nhanh nhất: Max Verstappen (Red Bull Racing-Honda RBPT) - 1:37,463 phút (vòng đua thứ 19) |       |                  |                              |         |                    |                  |         |

Ghi chú:
- ^1  – Oscar Piastri bị phạt 5 giây vì chèn ép Pierre Gasly khỏi đường đua. Kết quả về đích của anh không thay đổi bởi án phạt đó.

## Vòng phân hạng
Vòng phân hạng được tổ chức vào ngày 19 tháng 9 năm 2024, lúc 17:00 giờ địa phương (UTC−5), gồm ba phần và các vị trí xuất phát cho cuộc đua chính được xác định.
Phần đầu tiên (Q1) kéo dài 18 phút. Max Verstappen của Red Bull Racing đứng đầu với thời gian 1:33,046 phút, trong khi hai tay đua Williams, Lewis Hamilton của Mercedes và hai tay đua Kick Sauber bị loại.
Phần thứ hai (Q2) kéo dài 15 phút. Mười tay đua nhanh nhất của phần này đi tiếp vào phần thứ ba (Q3) và cuối cùng của vòng phân hạng chặng đua nước rút. Max Verstappen là người đứng đầu với thời gian 1:32,584 phút. Các tay đua bị loại gồm hai tay đua RB, Nico Hülkenberg của Haas, Esteban Ocon của Alpine và Lance Stroll của Aston Martin. Liam Lawson của RB đã không lập thời gian vòng đua.
Phần thứ ba (Q3) kéo dài 12 phút, trong đó mười vị trí xuất phát đầu tiên được xác định sẵn cho cuộc đua chính. Lando Norris của McLaren giành vị trí pole trước Max Verstappen và Carlos Sainz Jr. của Ferrari. George Russell của Mercedes đã va chạm vào rào chắn đường đua khiến tất cả các tay đua còn lại không thể cải thiện thời gian của mình.

### Kết quả vòng phân hạng
| Vị trí                   | Số xe | Tay đua          | Đội đua                      | Q1       | Q2                  | Q3                  | Vị trí xuất phát |
| ------------------------ | ----- | ---------------- | ---------------------------- | -------- | ------------------- | ------------------- | ---------------- |
| 1                        | 4     | Lando Norris     | McLaren-Mercedes             | 1:33,616 | 1:32,851            | 1:32,330            | 1                |
| 2                        | 1     | Max Verstappen   | Red Bull Racing-Honda RBPT   | 1:33,046 | 1:32,584            | 1:32,361            | 2                |
| 3                        | 55    | Carlos Sainz Jr. | Ferrari                      | 1:33,556 | 1:32,836            | 1:32,652            | 3                |
| 4                        | 16    | Charles Leclerc  | Ferrari                      | 1:33,241 | 1:32,962            | 1:32,740            | 4                |
| 5                        | 81    | Oscar Piastri    | McLaren-Mercedes             | 1:33,864 | 1:33,057            | 1:32,950            | 5                |
| 6                        | 63    | George Russell   | Mercedes                     | 1:33,536 | 1:33,142            | 1:32,974            | Làn pit1         |
| 7                        | 10    | Pierre Gasly     | Alpine-Renault               | 1:33,550 | 1:33,162            | 1:33,018            | 7                |
| 8                        | 14    | Fernando Alonso  | Aston Martin Aramco-Mercedes | 1:33,973 | 1:33,429            | 1:33,309            | 8                |
| 9                        | 20    | Kevin Magnussen  | Haas-Ferrari                 | 1:33,564 | 1:33,474            | 1:33,481            | 9                |
| 10                       | 11    | Sergio Pérez     | Red Bull Racing-Honda RBPT   | 1:33,611 | 1:33,020            | Không lập thời gian | 10               |
| 11                       | 22    | Tsunoda Yūki     | RB-Honda RBPT                | 1:33,795 | 1:33,506            | –                   | 11               |
| 12                       | 27    | Nico Hülkenberg  | Haas-Ferrari                 | 1:33,601 | 1:33,544            | –                   | 12               |
| 13                       | 31    | Esteban Ocon     | Alpine-Renault               | 1:33,986 | 1:33,597            | –                   | 13               |
| 14                       | 18    | Lance Stroll     | Aston Martin Aramco-Mercedes | 1:34,033 | 1:33,759            | –                   | 14               |
| 15                       | 30    | Liam Lawson      | RB-Honda RBPT                | 1.33,339 | Không lập thời gian | –                   | 202              |
| 16                       | 23    | Alexander Albon  | Williams-Mercedes            | 1:34,051 | –                   | –                   | 15               |
| 17                       | 43    | Franco Colapinto | Williams-Mercedes            | 1:34,062 | –                   | –                   | 16               |
| 18                       | 77    | Valtteri Bottas  | Kick Sauber-Ferrari          | 1:34,152 | –                   | –                   | 17               |
| 19                       | 44    | Lewis Hamilton   | Mercedes                     | 1:34,154 | –                   | –                   | 18               |
| 20                       | 24    | Chu Quán Vũ      | Kick Sauber-Ferrari          | 1:34,228 | –                   | –                   | 193              |
| Thời gian 107%: 1:39,559 |       |                  |                              |          |                     |                     |                  |

Ghi chú:
- ^1  – George Russell kết thúc vòng phân hạng ở vị trí thứ 6 nhưng bị yêu cầu xuất phát chặng đua từ làn pit vì chiếc xe của anh được sửa đổi trong điều kiện parc fermé.
- ^2  – Liam Lawson được yêu cầu xuất phát cuộc đua chính từ phía cuối đoàn đua vì vượt quá lần sử dụng các thành phần đơn vị năng lượng.
- ^3  – Chu Quán Vũ bị tụt 5 vị trí vì sử dụng thành phần năng lượng thứ 4.

## Cuộc đua chính
Cuộc đua chính được tổ chức vào ngày 20 tháng 9 năm 2024 vào lúc 14:00 giờ địa phương (UTC−5) với số vòng đua là 56 vòng.

### Kết quả cuộc đua chính
| Vị trí                                                                               | Số xe | Tay đua          | Đội đua                      | Số vòng | Thời gian/ Bỏ cuộc | Vị trí xuất phát | Số điểm |
| ------------------------------------------------------------------------------------ | ----- | ---------------- | ---------------------------- | ------- | ------------------ | ---------------- | ------- |
| 1                                                                                    | 16    | Charles Leclerc  | Ferrari                      | 56      | 1:35:09,639        | 4                | 25      |
| 2                                                                                    | 55    | Carlos Sainz Jr. | Ferrari                      | 56      | +8,562             | 3                | 18      |
| 3                                                                                    | 1     | Max Verstappen   | Red Bull Racing-Honda RBPT   | 56      | +19,412            | 2                | 15      |
| 4                                                                                    | 4     | Lando Norris     | McLaren-Mercedes             | 56      | +20,3541           | 1                | 12      |
| 5                                                                                    | 81    | Oscar Piastri    | McLaren-Mercedes             | 56      | +21,921            | 5                | 10      |
| 6                                                                                    | 63    | George Russell   | Mercedes                     | 56      | +56,295            | Làn pit          | 8       |
| 7                                                                                    | 11    | Sergio Pérez     | Red Bull Racing-Honda RBPT   | 56      | +59,072            | 9                | 6       |
| 8                                                                                    | 27    | Nico Hülkenberg  | Haas-Ferrari                 | 56      | +1:02,957          | 11               | 4       |
| 9                                                                                    | 30    | Liam Lawson      | RB-Honda RBPT                | 56      | +1:10,563          | 19               | 2       |
| 10                                                                                   | 43    | Franco Colapinto | Williams-Mercedes            | 56      | +1:11,979          | 15               | 1       |
| 11                                                                                   | 20    | Kevin Magnussen  | Haas-Ferrari                 | 56      | +1:19,782          | 8                |         |
| 12                                                                                   | 10    | Pierre Gasly     | Alpine-Renault               | 56      | +1:30,5582         | 6                |         |
| 13                                                                                   | 14    | Fernando Alonso  | Aston Martin Aramco-Mercedes | 55      | +1 vòng            | 7                |         |
| 14                                                                                   | 22    | Tsunoda Yūki     | RB-Honda RBPT                | 55      | +1 vòng3           | 10               |         |
| 15                                                                                   | 18    | Lance Stroll     | Aston Martin Aramco-Mercedes | 55      | +1 vòng            | 13               |         |
| 16                                                                                   | 23    | Alexander Albon  | Williams-Mercedes            | 55      | +1 vòng            | 14               |         |
| 17                                                                                   | 77    | Valtteri Bottas  | Kick Sauber-Ferrari          | 55      | +1 vòng            | 16               |         |
| 18                                                                                   | 31    | Esteban Ocon     | Alpine-Renault               | 55      | +1 vòng            | 12               |         |
| 19                                                                                   | 24    | Chu Quán Vũ      | Kick Sauber-Ferrari          | 55      | +1 vòng            | 18               |         |
| Bỏ cuộc                                                                              | 44    | Lewis Hamilton   | Mercedes                     | 1       | Kẹt trong bãi sỏi  | 17               |         |
| Vòng đua nhanh nhất: Esteban Ocon (Alpine-Renault) - 1:37,330 phút (vòng đua thứ 53) |       |                  |                              |         |                    |                  |         |
| Tay đua xuất sắc nhất cuộc đua: Charles Leclerc (Ferrari), 27,4% số phiếu bầu        |       |                  |                              |         |                    |                  |         |

Ghi chú
- ^1  – Lando Norris về đích thứ ba nhưng nhận án phạt năm giây do rời đường đua để nhận lợi thế.[11]
- ^2  – Pierre Gasly nhận án phạt năm giây do rời đường đua để nhận lợi thế. Vị trí cuối cùng của anh không bị ảnh hưởng bởi án phạt.[12]
- ^3  – Tsunoda Yūki nhận án phạt năm giây do chèn ép Alexander Albon ra khỏi đường đua. Vị trí cuối cùng của anh không bị ảnh hưởng bởi án phạt.[13]

## Bảng xếp hạng trước chặng đua

### Bảng xếp hạng các tay đua
| Vị trí | Tay đua          | Đội đua                      | Số điểm | Thay đổi vị trí |
| ------ | ---------------- | ---------------------------- | ------- | --------------- |
| 1      | Max Verstappen   | Red Bull Racing-Honda RBPT   | 339     | +/-0            |
| 2      | Lando Norris     | McLaren-Mercedes             | 285     | +/-0            |
| 3      | Charles Leclerc  | Ferrari                      | 250     | +/-0            |
| 4      | Oscar Piastri    | McLaren-Mercedes             | 237     | +/-0            |
| 5      | Carlos Sainz Jr. | Ferrari                      | 197     | +/-0            |
| 6      | Lewis Hamilton   | Mercedes                     | 177     | +/-0            |
| 7      | George Russell   | Mercedes                     | 159     | +/-0            |
| 8      | Sergio Pérez     | Red Bull Racing-Honda RBPT   | 144     | +/-0            |
| 9      | Fernando Alonso  | Aston Martin Aramco-Mercedes | 62      | +/-0            |
| 10     | Nico Hülkenberg  | Haas-Ferrari                 | 25      | +/-0            |

- Lưu ý: Chỉ có mười vị trí đứng đầu được liệt kê trên bảng xếp hạng này.

### Bảng xếp hạng các đội đua
| Vị trí | Đội đua                      | Số điểm | Thay đổi vị trí |
| ------ | ---------------------------- | ------- | --------------- |
| 1      | McLaren-Mercedes             | 522     | +/-0            |
| 2      | Red Bull Racing-Honda RBPT   | 483     | +/-0            |
| 3      | Ferrari                      | 453     | +/-0            |
| 4      | Mercedes                     | 336     | +/-0            |
| 5      | Aston Martin Aramco-Mercedes | 86      | +/-0            |
| 6      | Haas-Ferrari                 | 34      | +/-0            |
| 7      | RB-Honda RBPT                | 34      | +/-0            |
| 8      | Williams-Mercedes            | 16      | +/-0            |
| 9      | Alpine-Renault               | 13      | +/-0            |
| 10     | Kick Sauber-Ferrari          | 0       | +/-0            |

## Bảng xếp hạng sau chặng đua
| Vị trí | Tay đua          | Đội đua                    | Số điểm | Thay đổi vị trí |
| ------ | ---------------- | -------------------------- | ------- | --------------- |
| 1      | Max Verstappen   | Red Bull Racing-Honda RBPT | 354     | +/-0            |
| 2      | Lando Norris     | McLaren-Mercedes           | 297     | +/-0            |
| 3      | Charles Leclerc  | Ferrari                    | 275     | +/-0            |
| 4      | Oscar Piastri    | McLaren-Mercedes           | 247     | +/-0            |
| 5      | Carlos Sainz Jr. | Ferrari                    | 215     | +/-0            |

- Lưu ý: Chỉ có năm vị trí đứng đầu được liệt kê trên bảng xếp hạng này.

### Bảng xếp hạng các đội đua
| Vị trí | Đội đua                      | Số điểm | Thay đổi vị trí |
| ------ | ---------------------------- | ------- | --------------- |
| 1      | McLaren-Mercedes             | 544     | +/-0            |
| 2      | Red Bull Racing-Honda RBPT   | 504     | +/-0            |
| 3      | Ferrari                      | 496     | +/-0            |
| 4      | Mercedes                     | 344     | +/-0            |
| 5      | Aston Martin Aramco-Mercedes | 86      | +/-0            |